# Tompavégű csiga
A tompavégű csiga vagy kicsi kascsiga (Sphyradium doliolum) Közép- és Délkelet-Európában elterjedt, szárazföldi csigafaj.

## Megjelenése
A csiga háza 5–7 mm magas, 2–3 mm széles, 8-10 kevéssé emelkedő kanyarulatból áll. A ház hengeres, csúcsa kissé kihegyesedő félgömb formájú, legnagyobb szélességét a felső egyharmadánál éri el, onnan fokozatosan keskenyedik a szájadék felé. A héj színe világos szaruszín, nem áttetsző, felülete ritkásan bordázott. A szájadéknak erős ajakduzzanata van, felső boltozatán taréjszerű kiemelkedés, oldalt pedig a tengely felőli részen két, egymástól nem teljesen elváló redő található. A fiatal állatok köldöke nyitott, ami a felnőtteknél már bezárult. A szürke színű csiga haladás közben vízszintesen elfekteti házát.

## Elterjedése és életmódja
A tompavégű csiga a Pireneusoktól Észak-Iránig fordul elő, de jellemzően dél-, délkelet-európai faj. Északon Közép-Németországig és Dél-Lengyelországig hatol. Szicíliáról hiányzik. Svájcban 1400, Bulgáriában 1900 m magasságig találták meg. Magyarországon a Dunántúlon és az Északi-középhegységben fordul elő.
Elsősorban az erdőket kedveli, ahol az avar vagy kövek alatt található meg. Meleg- és szárazságkedvelő, inkább (de nem kizárólag) a meszes talajú élőhelyeket preferálja. Nagyobb magasságokban nyíltabb területen is előfordul.
Magyarországon nem védett.